# Kangso
Kangso är en landskommun i provinsen Södra P'yongan i Nordkorea. Befolkningen i staden räknas till cirka 100.000 invånare.